# Polytaenium lineatum
Polytaenium lineatum là một loài dương xỉ trong họ Pteridaceae. Loài này được Sw. J. Sm. mô tả khoa học đầu tiên năm 1841.